# Nemesis (livro)
Nemesis (Brasil: Nêmesis / Portugal: Némesis) é um romance policial de Agatha Christie, publicado em 1971. Foi o último livro escrito pela autora com a detetive Miss Marple, pois seu sucessor, Sleeping Murder, foi escrito décadas antes. 

## Enredo
Miss Marple procura atender o último pedido do agonizante Mr. Jason Rafiel, que ela já encontrara em Um Mistério no Caribe. Trata-se de resolver um crime, mas ele fornece poucos detalhes, pois não diz quando ou onde o crime foi cometido, nem quem estava envolvido. As únicas  pistas de Miss Marple são uma vaga na excursão Casas e Jardins Famosos da Grã-Bretanha e o código Nemesis.

Miss Marple vê-se em grandes dificuldades para conseguir atender um último pedido de Mr. Rafiel. Sobretudo não faz a mínima ideia do que vai ter de enfrentar. Miss Marple vai ter de recorrer a velhos conhecidos seus para estudar o caráter de assassinos.

No final, Miss Marple consegue cumprir a sua promessa ao falecido Mr. Rafiel. 

## Personagens
- Miss Marple
- Mr. Amos Rafiel - homem de negócios, recentemente falecido.
- James Broadribb e Schuster- advogados responsáveis pela gestão do testamento de Mr. Rafiel.
- Esther Walters (Anderson) - antiga secretária de Mr. Rafiel
- Elizabeth Temple - diretora aposentada de um colégio de raparigas(Fallowfield)
- Miss Cook e Miss Barrow - amigas participantes na excursão
- Lavinia Glynne - uma das 3 irmãs, viúva
- Clotilde Bradbury-Scott - uma das 3 irmãs, foi guardiã de Verity Hunt
- Anthea Bradbury-Scott
- Michael Rafiel - filho de Mr. Rafiel
- Verity Hunt - noiva de Michael Rafiel morta.
- Emlyn Price - participante na excursão, jovem
- Joanna Crawford - participante na excursão, jovem
- Professor Wanstead - participante na excursão, fez avaliação médica a Michael Rafiel.